# Satanás (pel·lícula)
Satanás és una pel·lícula colombiana-mexicana dirigida per Andi Baiz, guanyadora del premi a Millor Actor i Millor Pel·lícula al Festival International Des Espoirs Du Cinéma, a Mònaco. Fou produïda per Ridley Scott.
És el primer llargmetratge de Baiz estrenat al juny de 2007 i protagonitzat per l'actor mexicà Damián Alcázar; està basat en el llibre de Mario Mendoza Zambrano que al seu torn es basa en els fets ocorreguts al restaurant Pozzetto de Bogotà on el 4 de desembre de 1986 un excombatent de la guerra de Vietnam anomenat Campo Elías Delgado va massacrar a diverses persones que es trobaven en el lloc després d'haver assassinat a la seva mare i a altres persones pròximes a ell. Havia de representar Colòmbia als Premis Oscar de 2007 en l'Oscar a la millor pel·lícula de parla no anglesa, però finalment no fou nominada.

## Sinopsi
El film s'inicia quan en el barri històric de la Candelaria a Bogotà, una dona anomenada Alicia (Marcela Valencia) es confessa en una Església davant el pare Ernesto (Blas Jaramillo), la dona ja que està en l'extrema pobresa desitja matar als seus fills per no veure'ls morir de fam, quan el sacerdot arriba amb una mica de menjar per als nens veu que hi ha gent reunida davant de la dona que va assassinar als seus fills i la seva sang la va escampar sobre un àngel. Mentre en una plaça de mercat, una bella dona jove anomenada Paola (Marcela Mar) sofreix dia a dia els estralls de vendre cafè i aigua aromàtica en aquest lloc fins que dos amics li proposen fer d'una dona sexy per robar a alts executius i en un altre costat de la ciutat viu Eliseo (Damián Alcázar), un excombatent de Vietnam que es guanya la vida fent classes particulars d'anglès. Eliseo viu amb la seva mare, una dona ja anciana i que només li agrada fumar i tenir les finestres tancades davant les protestes del seu fill. Eliseo es dedica a més a jugar escacs en un club professional de Bogotà i en una llibreria compra per a la seva alumna preferida l'obra de Robert Louis Stevenson, L'estrany cas del Dr. Jekyll i Mr. Hyde.

### La vida de Paola
Com a dona bella, assumeix el treball dels seus amics Pablo (Andrés Parra) i Alberto (Diego Vásquez) i es dedica a seduir homes als bars a la zona rosa de Bogotà, la qual cosa sense adonar-se la porta a escopolamina a les seves begudes. i quan la droga entra en vigència, els dos bandits se'l emporten, li prenen les claus de les targetes de dèbit i crèdit i li lleven diners, però una nit, quan va prendre un taxi, Paola va ser segrestada per dos violadors (Héctor García i Fabio Restrepo), qui abusen sexualment d'ella. En venjança, Paola fa que els seus dos amics contractin dos pinxos per matar als violadors. La bella dona deixa el seu treball i va a un restaurant com a cambrera.

### La vida del sacerdot Ernesto
El pare Ernesto intenta ajudar a Alicia després d'haver matat als seus fills, la dona es troba en la presó on a poc a poc s'enamora del sacerdot però ell la rebutja. El pare se sent decidit a abandonar la seva vocació després d'enamorar-se de la seva assistent personal Irene (Isabel Gaona), no sols sent un desig amorós sinó carnal. Ernesto en una oportunitat veu a la seva Església a Eliseo, aquest és ateu però el pare intenta fer-se el seu amic, Eliseo en sortir sent fàstic pels indigents però Ernesto li diu que ells no tenen la culpa de ser com són. Un dia el pare Ernesto s'enfronta a cops a un indigent i uns dies després renúncia al sacerdoci, després planeja casar-se amb Irene, qui accepta i també està enamorada de l'ex sacerdot.

### La vida d'Eliseo
Eliseo és un excombatent de la guerra del Vietnam que ara retirat treballa fent classes particulars d'anglès, Eliseo amb el temps sent fàstic i menyspreu per la vida dels qui l'envolten; per exemple una veïna seva Donya Beatriz (Vicky Hernández) fa una col·lecta per ajudar els desplaçats per la violència però Eliseo no col·labora i més tard les persones el rebutgen; un botiguer (Álvaro García), l'empleada d'un edifici, etc.
Sent mestre d'anglès veu com la seva alumna preferida (de la qual també està enamorat), Natalia (Martina García), ja parla anglès a la perfecció i ella convida al seu mestre al seu aniversari. Un dia Eliseo va a un prostíbul i intenta tenir sexe amb una dona anomenada Valeria (Patricia Castañeda) però l'exmilitar té un bon sentit de la neteja i veu l'habitació en un mal estat higiènic i, per tant, decideix anar-se'n. El dia de l'aniversari de Natalia, Eliseo li roba diners a la seva mare per comprar-li un regal a la seva alumna; un diari. Aquest mateix dia Natalia presenta al seu xicot Esteban (Javier Gardeazábal); Eliseo només es queda una estona però fuig amb el cor trencat.
Eliseo passa els seus dies repassant la novel·la L'estrany cas del Dr. Jekyll i Mr. Hyde tancat a la seva habitació durant diversos dies malgrat la preocupació de la seva mare, en dies anteriors havia sortit i li passaren coses que li fan sentir més menyspreu per la vida humana.
Cansat d'això sent plaer i amor per la violència i veure foc li fa recordar l'ús de les armes. Eliseo trobava a faltar la guerra del Vietnam i es prepara per a un fatídic dia.

### La Massacre de Pozzetto: Satanás
Una nit l'ex sacerdot Ernesto i la seva dona Irene es prepararen per celebrar les seves noves vides, mentre que Paola seria la cambrera que els atendria al restaurant Pozzetto. Eliseo, ara decidit a convertir-se en un àngel exterminador, es banya i es dirigeix al banc a eliminar el seu compte i retirar tot els seus diners, però exigeix treure fins a l'últim centau, després es dirigeix a casa de Natalia on assassina a la seva mare (Marcela Gallego) trencant-li el coll, després va a l'habitació de Natalia on la desvesteix i la mata a ganivetades. Eliseo es canvia de roba usant les del pare mort de Natalia i es dirigeix a la seva casa. Una vegada aquí assassina a la seva mare i incendia el cos juntament amb tot el departament, a l'estona assassina a la seva veïna i a tots els que es troba al seu pas. L'assassí pren direcció al restaurant Pozzetto on demana un espagueti a la bolognesa, vi i Vodka amb suc de taronja. Paga el seu compte i va al bany on prepara el seu revòlver i les 500 bales que havia comprat. Una vegada surt del bany el treu i mata amb punteria precisa tots els comensals del restaurant, assassina a l'ex sacerdot Ernesto i a Irene. El seu últim tret el va dirigir a Paola abans de l'arribada de la policia i el final d'Eliseo. Es creu que els assassinats els va cometre influenciat per la novel·la que havia llegit.

## Repartiment
- Damián Alcázar - Eliseo
- Marcela Mar - Paola
- Blas Jaramillo - Pare Ernesto
- Teresa Gutierrez - Blanca, mare d'Eliseo
- Vicky Hernandez -Beatriz, veïna d'Eliseo i Blanca
- Martina Garcia - Natalia
- Patricia Castañeda - Valeria
- Carolina Gaitan - Amiga de Natalia
- Marcela Gallego - Mare de Natalia
- Isabel Gaona - Irene

## Premis i Festivals
| Premi/Festival de cinema                          | Categoria                                                                           |
| ------------------------------------------------- | ----------------------------------------------------------------------------------- |
| Festival de Cinema de Montecarlo                  | Premi al millor festival de cinema                                                  |
| Festival de Cinema de Montecarlo                  | Premi al millor actor (Damián Alcázar)                                              |
| Festival Internacional de Cinema de Sant Sebastià | Menció Honorífica a Marcela Mar (Actriu)                                            |
| Festival de Cinema de Bogotà                      | Premi a la millor pel·lícula colombiana                                             |
| Festival de Cinema de Bogotà                      | Premi de la crítica a la millor pel·lícula colombiana                               |
| Festival de Cinema de Bogotà                      | Premi de bronze a la millor primera òpera                                           |
| Festival de Cinema Iberoamericà de Huelva         | Premi Pablo Neruda al millor llargmetratge - Atorgat per la pel·lícula estudiantil. |
| Latitude Zero Film Festival                       | Menció honorífica de la crítica i la premsa                                         |